# Scille du Pérou
Oncostema peruviana
Espèce
Classification phylogénétique
La Scille du Pérou, Oncostema peruviana (L.) Speta (Syn. : Scilla peruviana L.), parfois appelée Jacinthe du Pérou, est une espèce de plante méditerranéenne, relativement courante dans la péninsule ibérique, qui n'a rien de péruvien et doit son nom à une interprétation fautive de son origine géographique. Elle appartient à la famille des Liliaceae selon la classification classique. La classification phylogénétique la place dans la famille des Hyacinthaceae (ou optionnellement dans celle des  Asparagaceae). On la reconnaît notamment à ses inflorescences bleu-violet ayant un peu l'aspect de pommes de pin (les Catalans l'appellent pinya blava, pomme de pin bleue).

## Description

### Écologie et habitat
Plante poussant dans les buissons, les prairies et les pâturages humides. On la rencontre surtout en Espagne méridionale et au Portugal ainsi qu'en Afrique du Nord, plus rarement en France (Corse surtout). Floraison d'avril à juin.

### Morphologie générale et végétative
Plante vivace à gros bulbe (diamètre entre 5 et 8 cm), à tige assez robuste, atteignant de 30 à 50 cm. Nombreuses feuilles lancéolées, souvent plus longues que la tige, étalées et à bords velus.

### Morphologie florale
Inflorescence en corymbe pouvant porter jusqu'à cent fleurs, bleu-violet le plus souvent, parfois plus pâles. Chaque fleur est portée par un long pédicelle. Très nombreuses bractées longues et étroites. Fleurs à 6 tépales libres (sépales et pétales identiques) s'ouvrant en étoile. Étamines bleues à anthères jaunes.

### Fruit et graines
Le fruit est une capsule ovoïde et pointue à trois loges contenant chacune trois graines.

## Synonymes
Le nom scientifique de l'espèce comprend de nombreux synonymes, incluant:
- Basaltogeton peruvianum (L.) Salisb. (1866)[1]
- Hyacinthus peruvianus (L.) Vilm. (1863)[2]
- Melomphis peruviana (L.) Raf. (1837)[3]
- Oncostema peruviana (L.) Speta (1987)[4]
- Scilla hemisphaerica Boiss. (1842)[5]
- Scilla stellaris Salisb. (1796)[6]
- Caloscilla clusii Jord. & Fourr. (1869)[7] (p. 14)
- Caloscilla elegans Jord. & Fourr. (1869)[7] (p. 16)